# TV Colosso 2
TV Colosso 2 é a segunda trilha sonora do programa infantil de mesmo nome, lançado em 1994 com selo Som Livre. Esta é a continuação da primeira trilha, contendo novas canções-tema dos personagens do programa.

## Faixas
1. "Parmesão & Provolone" - Hique e Nico
2. "Thunderdog Booggie" - Thunderbird e os Devotos de N.S. Aparecida
3. "Walter Gaite" - Tatiana e Gabriela
4. "Bob Dog" - Eduardo Dusek
5. "Capashow" - Banda Mel
6. "Sol de Rara Magia" - Nico Rezende e Priscilla
7. "Pri Dance" - Laura Finnocchiaro, Priscilla, Gilmar e Daniel[1]
8. "Pagode do Gilmar" - Grupo Raça
9. "No Mato Sem Cachorro" - Sérgio Reis
10. "O Supercão" - Marcos Valle
11. "Bulldorg" - Skowa
12. "Deixa Eu Me Apaixonar" - Priscilla
13. "Rap do Cachorro" - Fernando Figueiredo
14. "Tema de Daniel" - Daniel
15. "Em Minha Companhia" - Peggy Sunshine e Capachete
16. "Eu Sou Gilmar (Tema Que Ter Malandragem)" - Neguinho da Beija-Flor e os 3 Gilmares
17. "Sheila Star (I'm Star)" - Tatiana e Gabriela (Faixa exclusiva da versão em cd)
18. "Felpuda Musa" - Priscilla (Faixa exclusiva da versão em cd)
19. "Eu Não Largo o Osso" - Fanfarra da Cachorrada (Faixa exclusiva da versão em cd)

## Vendas e certificações
| Região | Certificação | Vendas/distribuição |
| --- | ------------ | ------------------- |
| Brasil (ABPD) | Ouro         | 100.000             |
| *vendas baseadas apenas na certificação ^distribuições baseadas apenas na certificação xdistribuições não-especificadas baseadas apenas na certificação |              |                     |